# Jules Vandenpeereboom

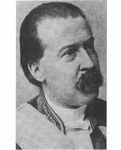

Jules Henri Pierre François Vandenpeereboom (1857 – 1907) foi um foi um político do Partido Católico Belga. Ocupou diversos cargos ministeriais entre 1884 e 1896 e o posto de primeiro ministro da Bélgica entre janeiro e agosto de 1899.